# Getaneh Kebede
Pour les articles homonymes, voir Kebede.
Getaneh Kebede (en amharique : ጌታነህ ከበደ), né le 2 mai 1992, est un footballeur international éthiopien. Il évolue au poste d'attaquant avec le Wolkite City.

## Biographie
Il dispute la Coupe d'Afrique des nations 2021 qui se déroule au Cameroun.

## Carrière
- Depuis 2010 : Dedebit FC ( Éthiopie)[2],[3]